# Колиндянська загальноосвітня школа
Колиндянська загальноосвітня школа I—III ступенів — навчальний заклад у селі Колиндяни Колиндянської сільської громади Чортківського району Тернопільської области.

## Історія
На початку другої половини XIX століття була відкрита однокласна школа, в якій працював лише один вчитель. За Австро-Угорщини функціонувала 2-класна школа з українською мовою навчання, за Польщі — 2-класна утраквістична (двомовна).
У 1920 році відкрито трирічну школу.
До 1939 — кілька селянських дітей закінчили вчительську гімназію в Чорткові.
У 1940 році початкова школа, стала семирічною, а через рік — середньою.
До 2016 року підпорядковувалася Чортківській районній раді. У 2016 році перейшла у підпорядкування Колиндянської сільської громади.

## Гуртки та секції
Для розвитку і вдосконалення учнів у школі діють гуртки та секції:
- Туристсько-краєзнавчий;
- Фізкультурно-спортивний;
- Художньо-естетичний.

## Сучасність
У 10 класах школи навчається 132 учнів, тут викладають англійську та французьку мови. Школа має власний гімн.

## Педагогічний колектив
Педагогічний колектив складається з 24 педагога.

### Директори
- Лозинський Юрій — ?—?
- Гаєцький Іван — 1941—1962
- Сенюк К.В — 1962—1985
- Новосельський К.Ю — 1985—1994
- Патола Я.В — 1994—2013
- Довгань Антоніна Людвігівна — з 2013

## Гімн школи
Слова: Довгань А. Л. (ЗНВР). Музика: Довгань. В. А. (вчитель музики).